# 柳屯镇
柳屯镇，是中华人民共和国河南省濮阳市濮阳县下辖的一个乡镇级行政单位。
春秋时期起义领袖柳下跖曾屯兵于此，也是“坐怀不乱”的鲁国士师柳下惠食邑之地；境内有国家级文物保护单位——唐兀公碑。

## 行政区划
柳屯镇下辖以下地区：
柳屯村、张庄村、小集村、朔村、化庄村、文王庄村、赵庄村、东陈庄村、西陈庄村、陈窑村、肖楼村、这河寨村、枣科村、土岭头村、小寨村、马寨村、北李庄村、黄庙村、虎山寨村、于林头村、渡母寺村、曲六店村、吉堂村、兴张村、吉洼村、吉村、刘拐村、张寨村、陈村、七娘寨村、高村、韩村、单十八郎村、官仁店村、焦村、杨村、刘庄村、杨十八郎村、于家村、赵占村、大没岸村、韩没岸村和中原油田濮阳县十矿区社区。